# Vadym Jevtoesjenko
Vadym Jevtoesjenko (Oekraïens: Вадим Анатолійович Євтушенко) (Pjatychatky, 1 januari 1958) is een voormalig Oekraïens voetballer die in het begin van zijn carrière uitkwam voor de Sovjet-Unie. Destijds werd zijn voornaam als Vadim geschreven.

## Biografie
Jevtoesjenko begon zijn carrière bij Zirka Kirovograd en maakte na één seizoen al de overstap naar het grote Dinamo Kiev. Hiermee won hij vijf keer de landstitel en vier keer de beker. In 1986 bereikte hij met Dinamo de finale van de Europacup II tegen Atlético Madrid. Hij viel in de zeventigste minuut in toen het al 1-0 stond en scoorde in de 88ste minuut de 3-0. De UEFA Super Cup verloren ze wel van Steaua Boekarest. Na een seizoen bij Dnjepr Dnjepropetrovsk ging hij voor het Zweedse AIK Stockholm spelen en werd daar in 1992 ook landskampioen mee. Hij beëindigde zijn carrière bij IK Sirius. 
Na zijn spelerscarrière werd hij trainer. 
1 Dasajev ·
2 Soelakvelidze ·
3 Tsjivadze  ·
4 Chidijatoellin ·
5 Baltatsja ·
6 Demjanenko ·
7 Sjengelia ·
8 Bezsonov ·
9 Gavrilov ·
10 Hovhannesjan ·
11 Blochin ·
12 Bal ·
13 Daraselia · 
14 Borowski ·
15 Andrejev ·
16 Rodionov ·
17 Boerjak ·
18 Soesloparov ·
19 Jevtoesjenko ·
20 Romantsev ·
21 Viktor Tsjanov ·
22 Vjatsjeslav Tsjanov ·
Coach: Beskov
1 Dasajev ·
2 Bezsonov ·
3 Tsjivadze ·
4 Morozov ·
5 Demjanenko  ·
6 Boebnov ·
7 Jaremtsjoek ·
8 Jakovenko ·
9 Zavarov ·
10 Koeznetsov ·
11 Blochin ·
12 Bal ·
13 Lytovtsjenko · 
14 Rodionov ·
15 Larionov ·
16 Tsjanov ·
17 Jevtoesjenko ·
18 Protasov ·
19 Bilanov ·
20 Alejnikaw ·
21 Rats ·
22 Krakovskji ·
Coach: Lobanovskyj